# Ardiaca
L'Ardiaca era el diaca principal d'una església. Apareixen a partir del segle ii, en les primeres comunitats cristianes, com a ajudants escollits pel mateix bisbe. Les funcions de l'ardiaca eren l'administració dels béns eclesiàstics i l'atenció als malalts, encara que posteriorment, amb l'augment de comunitats i amb la popularització d'aquest càrrec, anirien assumint noves responsabilitats. Així, doncs, l'ardiaca va esdevindre l'ajudant i vicari del bisbe, l'encarregat de l'educació dels clergues, del control de la disciplina eclesiàstica i de l'administració de béns i patrimoni de la diòcesi, amb poder judicial sobre els clergues. En moments de seu episcopal vacant, l'ardiaca era qui representava el bisbe. A més a més de totes aquestes funcions, als segles viii i ix també era l'encarregat de les visites pastorals. Arnulf, fou ardiaca de Barcelona abans de ser escollit per ocupar la seu de Vic, just durant l'atac d'Almansor a la ciutat. Una prova de la importància del càrrec és que els musulmans se l'emportaren d'ostatge, segurs d'aconseguir d'aquesta manera un molt bon rescat.